# Freeview
Freeview es la plataforma de televisión digital terrestre del Reino Unido. Es operado por DTV Services Ltd, una empresa conjunta entre la BBC, ITV, Channel 4, Sky y Arqiva. Fue lanzado en 2002, asumiendo la licencia de ITV Digital, que colapsó ese año. El servicio le da acceso al consumidor a través de una antena a los siete multiplex de TDT que cubren el Reino Unido. A julio de 2020 cuenta con 85 canales de televisión, 26 canales de radio digital, 10 canales HD, seis servicios de texto, 11 canales de streaming y un canal interactivo.
El suministro de televisión y radio de definición estándar por parte de los Servicios DTV se denomina Freeview, mientras que el suministro de alta definición se le llama Freeview HD. La recepción de la TDT requiere un sintonizador DVB-T/DVB-T2, ya sea un decodificador separado o integrado en el televisor. Desde 2008, todos los televisores nuevos vendidos en el Reino Unido tienen un sintonizador de TDT incorporado. Freeview HD requiere un sintonizador compatible con HDTV. Las grabadoras de video digital con un sintonizador de TDT incorporado se denominan TDT+. Dependiendo del modelo, los DVR y televisores HDTV con sintonizador TDT pueden ofrecer TDT estándar o TDT HD. Freeview Play es una característica más reciente que agrega acceso directo a las actualizaciones a través de Internet.
La especificación técnica para TDT es publicada y mantenida por Digital TV Group, la asociación de la industria de televisión digital en el Reino Unido, que también proporciona el régimen de prueba y cumplimiento para productos TDT, TDT+ y DTT HD. DMOL (DTT Multiplex Operators Ltd.), empresa perteneciente a los operadores de los seis multiplexes de la TDT (BBC, ITV, Canal 4 y Arqiva), es la responsable de la gestión y política de la plataforma técnica, incluida la guía electrónica de programación y la numeración de canales.